# Felsőregmec
Felsőregmec ist eine ungarische Gemeinde im Kreis Sátoraljaújhely im Komitat Borsod-Abaúj-Zemplén.

## Geografische Lage
Felsőregmec liegt in Nordungarn, 74 Kilometer nordöstlich des Komitatssitzes Miskolc, 11 Kilometer nordwestlich der Kreisstadt 
Sátoraljaújhely an der Grenze zur Slowakei. Nachbargemeinden sind Alsóregmec, Mikóháza und Vilyvitány, jeweils ungefähr drei Kilometer entfernt.

## Geschichte
Im Jahr 1913 gab es in der damaligen Kleingemeinde 75 Häuser und 321 Einwohner auf einer Fläche von 877 Katastraljochen. Sie gehörte zu dieser Zeit zum Bezirk Sátoraljaújhely im Komitat Zemplén.

## Sehenswürdigkeiten
- Griechisch-katholische Kapelle Istenszülő elhunyta mit freistehendem Glockenturm
- Naturlehrpfad Ősrög tanösvény, der bis nach Vilyvitány verläuft
- Reformierte Kirche, erbaut im romanischen und gotischen Stil

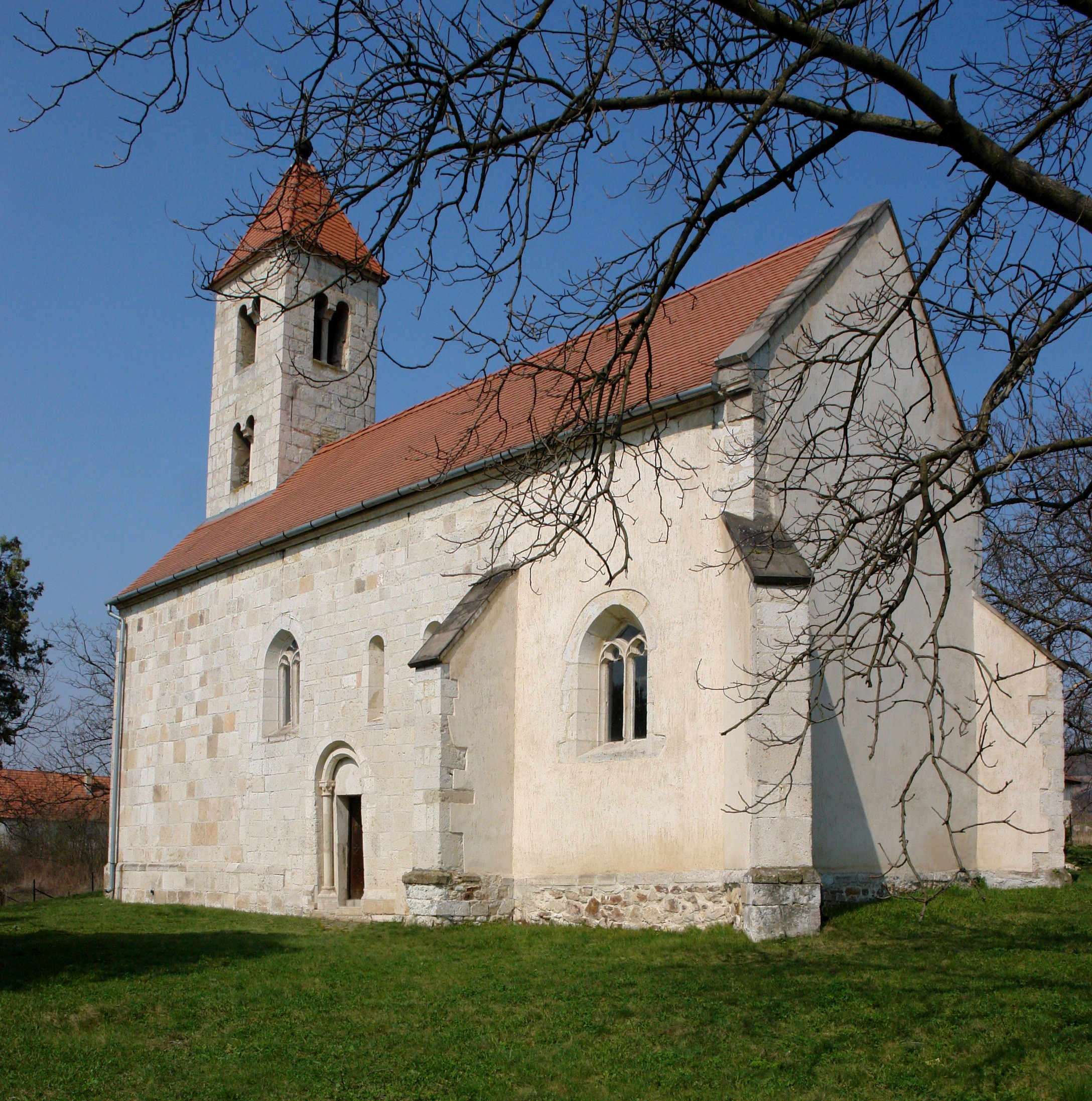
Reformierte Kirche

## Verkehr
Felsőregmec ist nur über die Nebenstraße Nr. 37129 zu erreichen. Es bestehen Busverbindungen nach Mikóháza und Sátoraljaújhely, wo sich der nächstgelegene Bahnhof befindet.